# Cul-de-four
Un cul-de-four est une voûte en forme de demi-coupole (soit un quart de sphère), rappelant la forme du four à pain, utilisée dès l'Antiquité et jusqu'à la fin de la période romane pour couvrir les absides. Il disparait avec l'architecture gothique pour réapparaitre à partir de la Renaissance.

## Galeries

Galerie
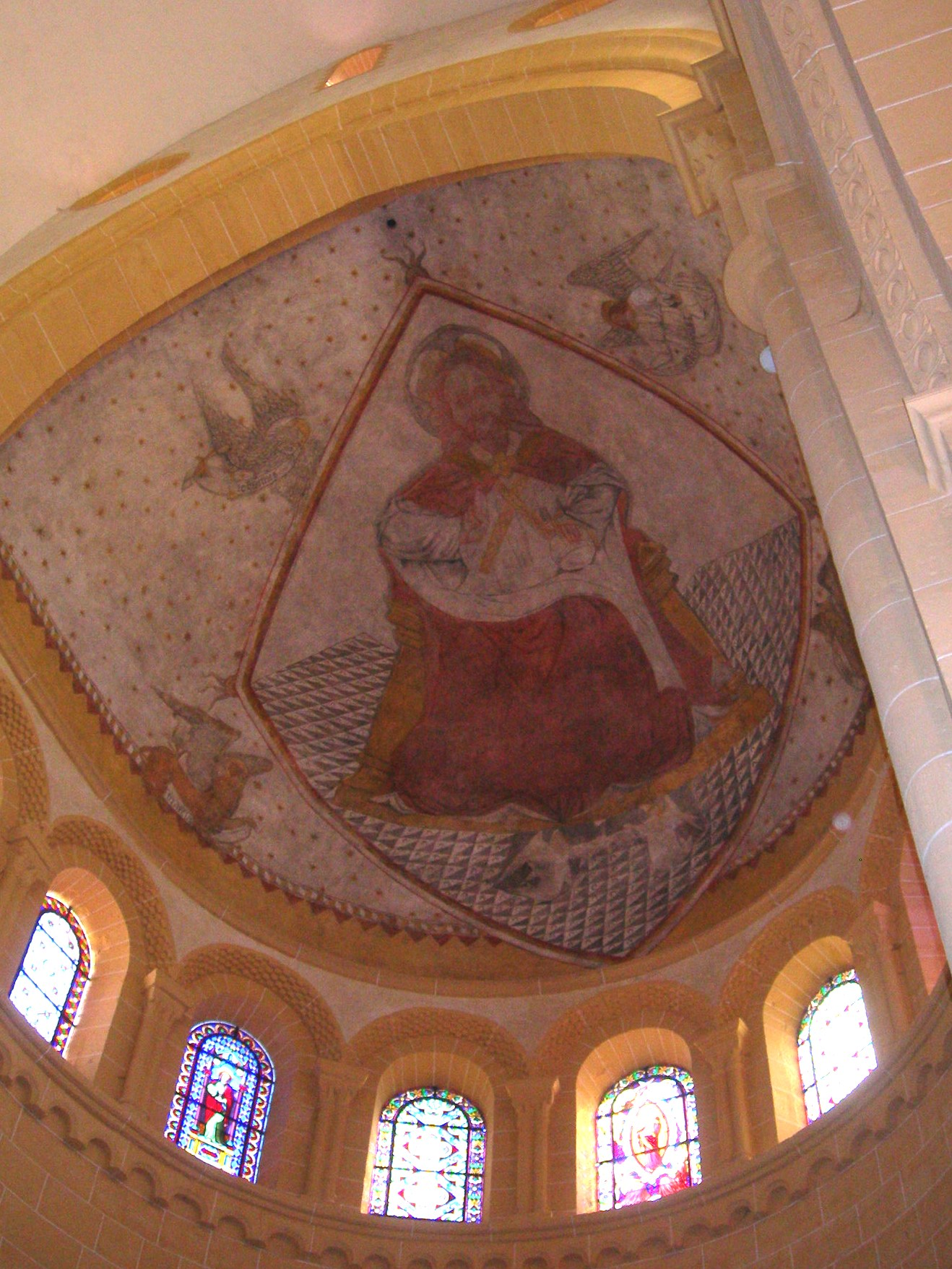
Cul-de-four roman de l'abside de la basilique de Paray-le-Monial orné d'une fresque.
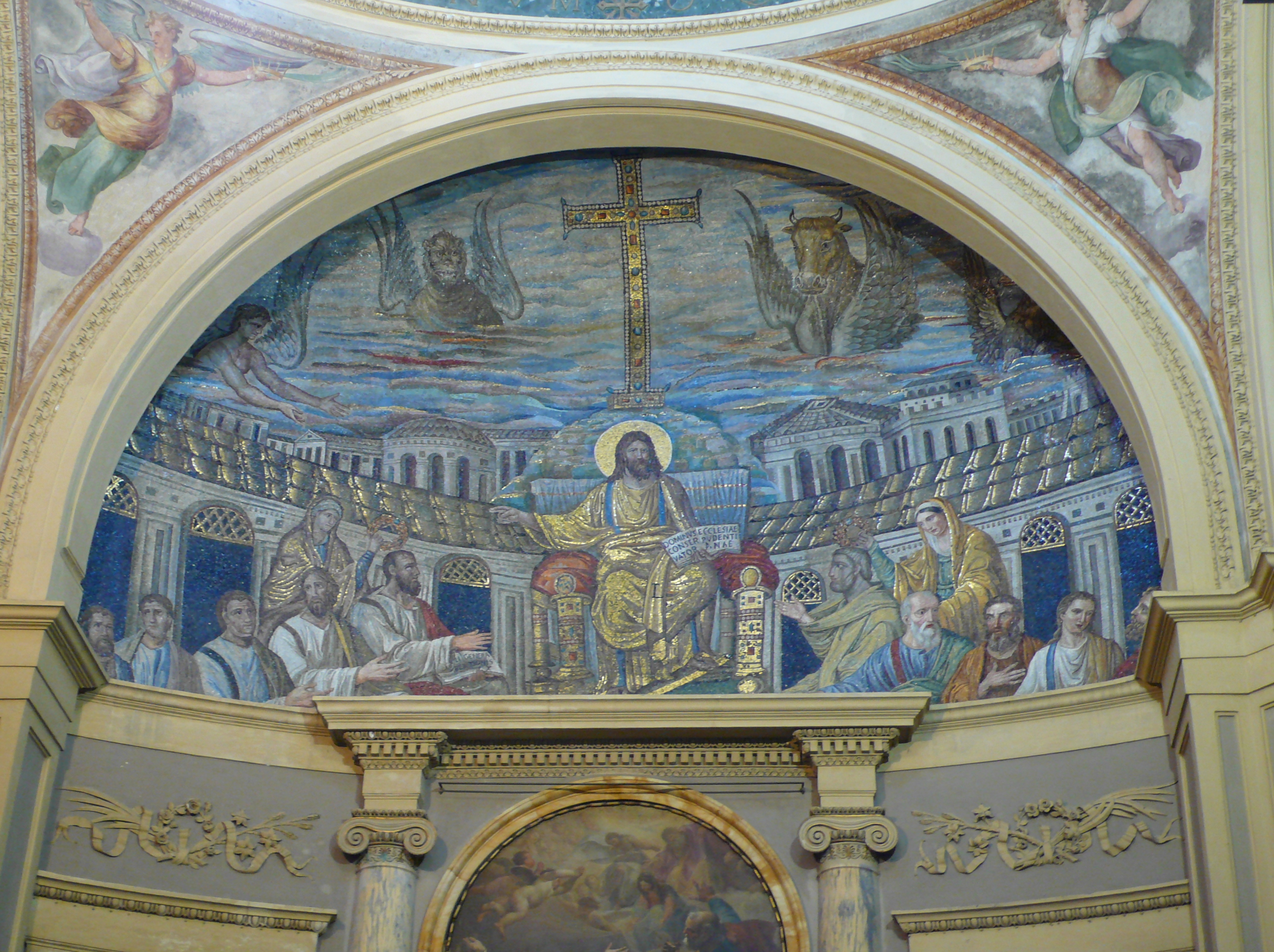
Mosaïque paléochrétienne de la basilique Santa Pudenziana de Rome, IVe – Ve siècle.
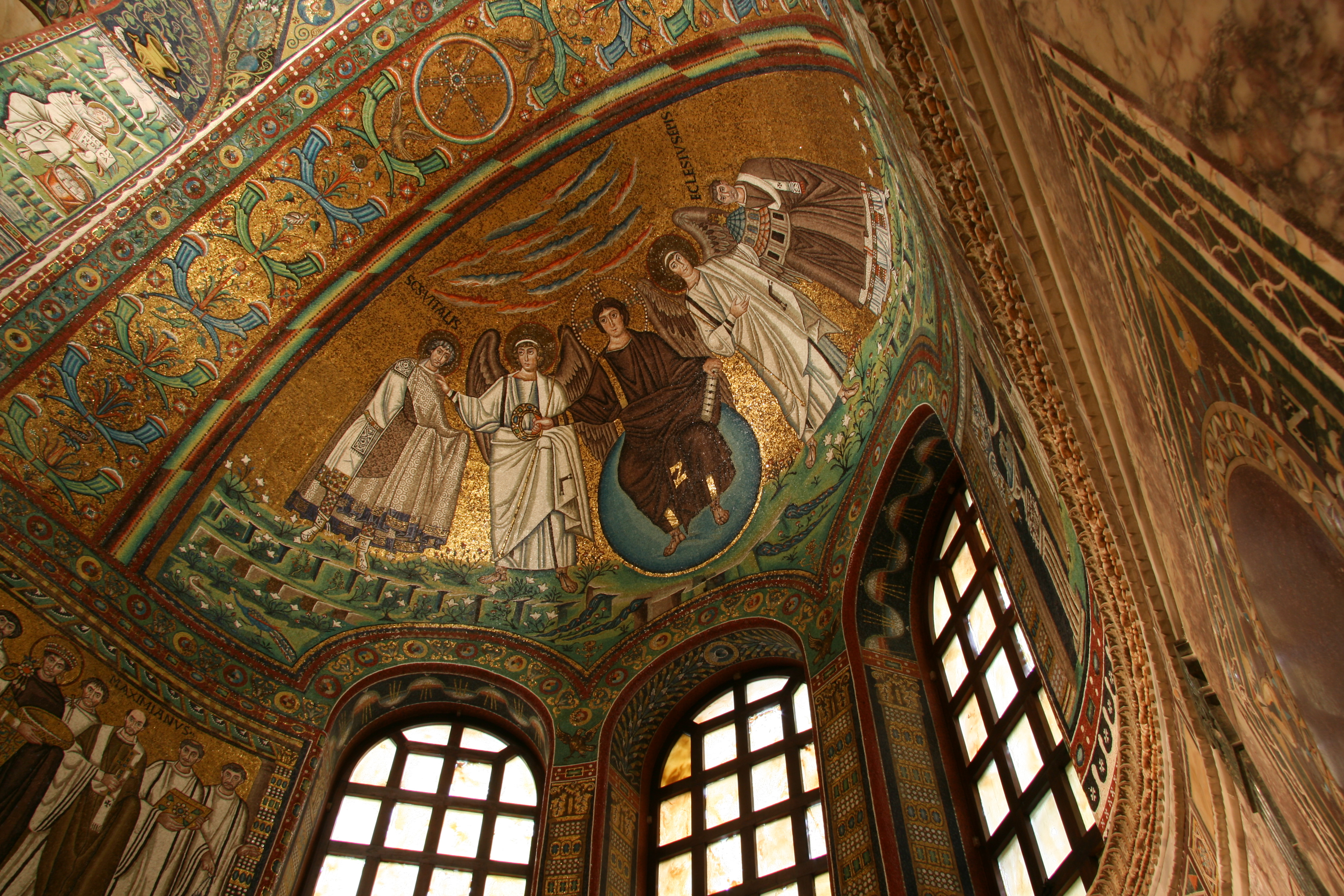
Cul-de-four de la chapelle absidiale de la basilique Saint-Vital de Ravenne, Italie, recouvert d'une mosaïque byzantine du VIe siècle.
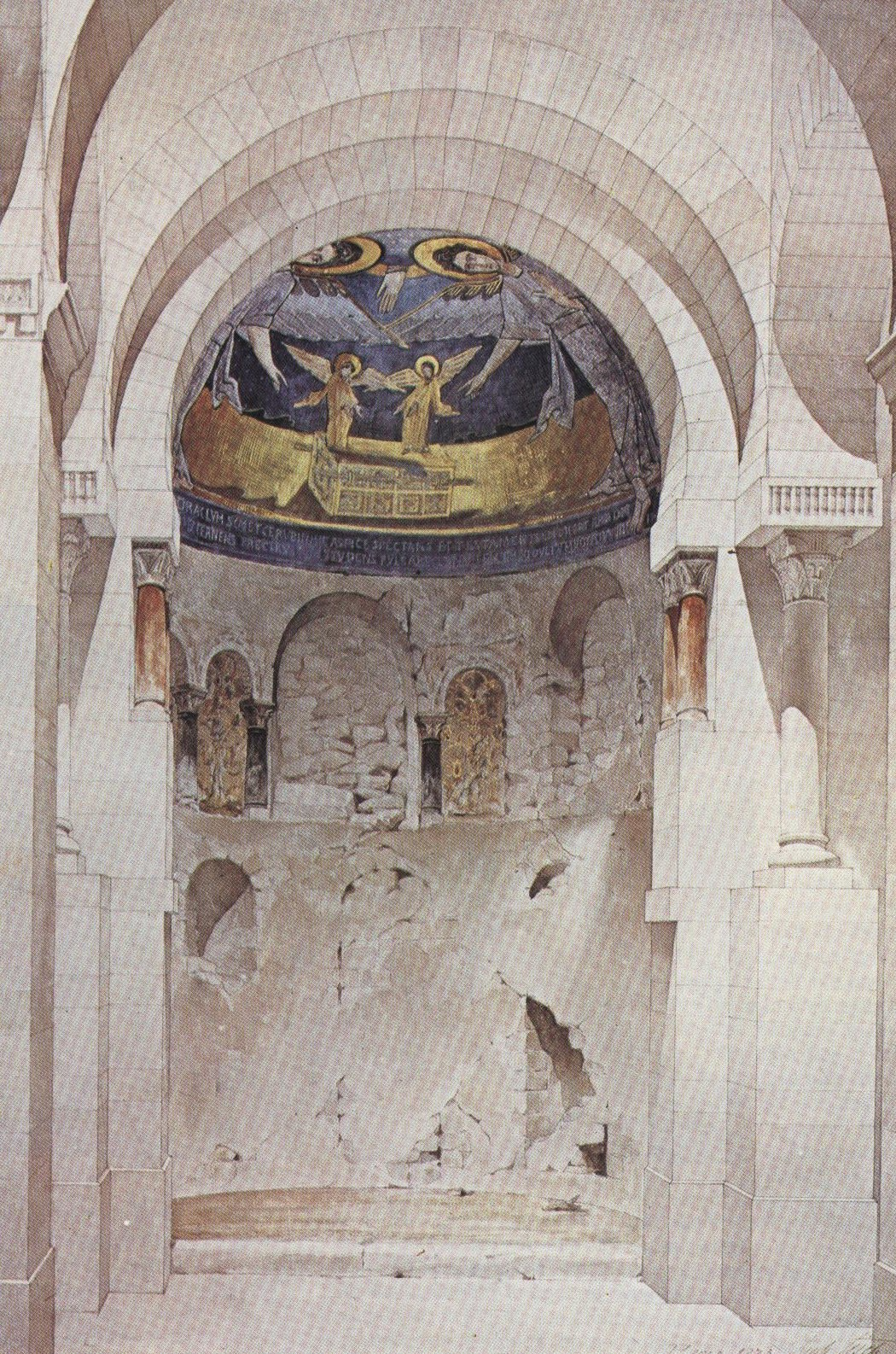
Cul-de-four de l'abside de Germiny-les-Prés IXe siècle.
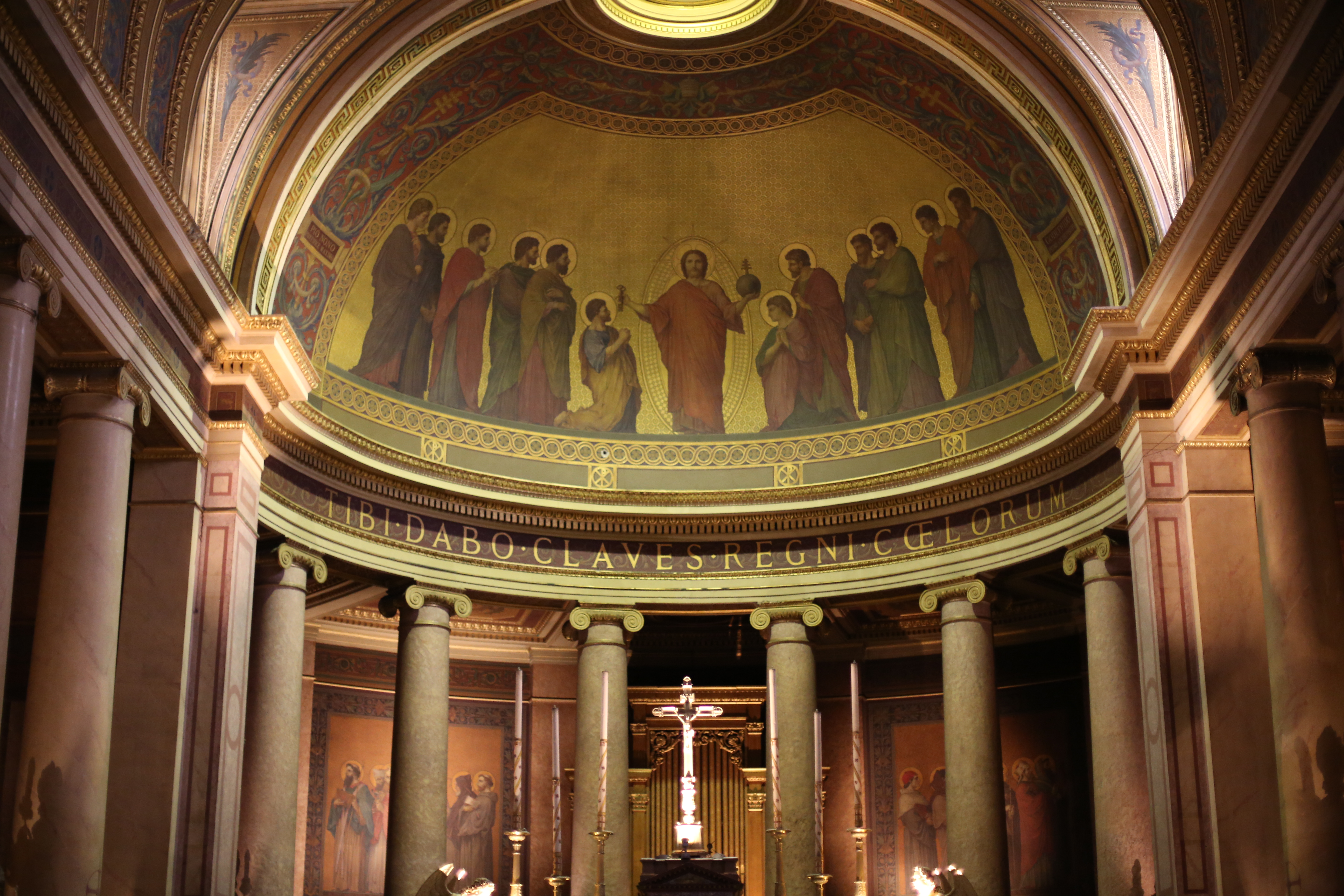
Cul-de-four de l'abside de la Cathédrale Saint-Pierre de Rennes, représentant La Remise des clés du Royaume des Cieux à saint Pierre, par le Christ, par Alphonse Le Hénaff (vers 1871).
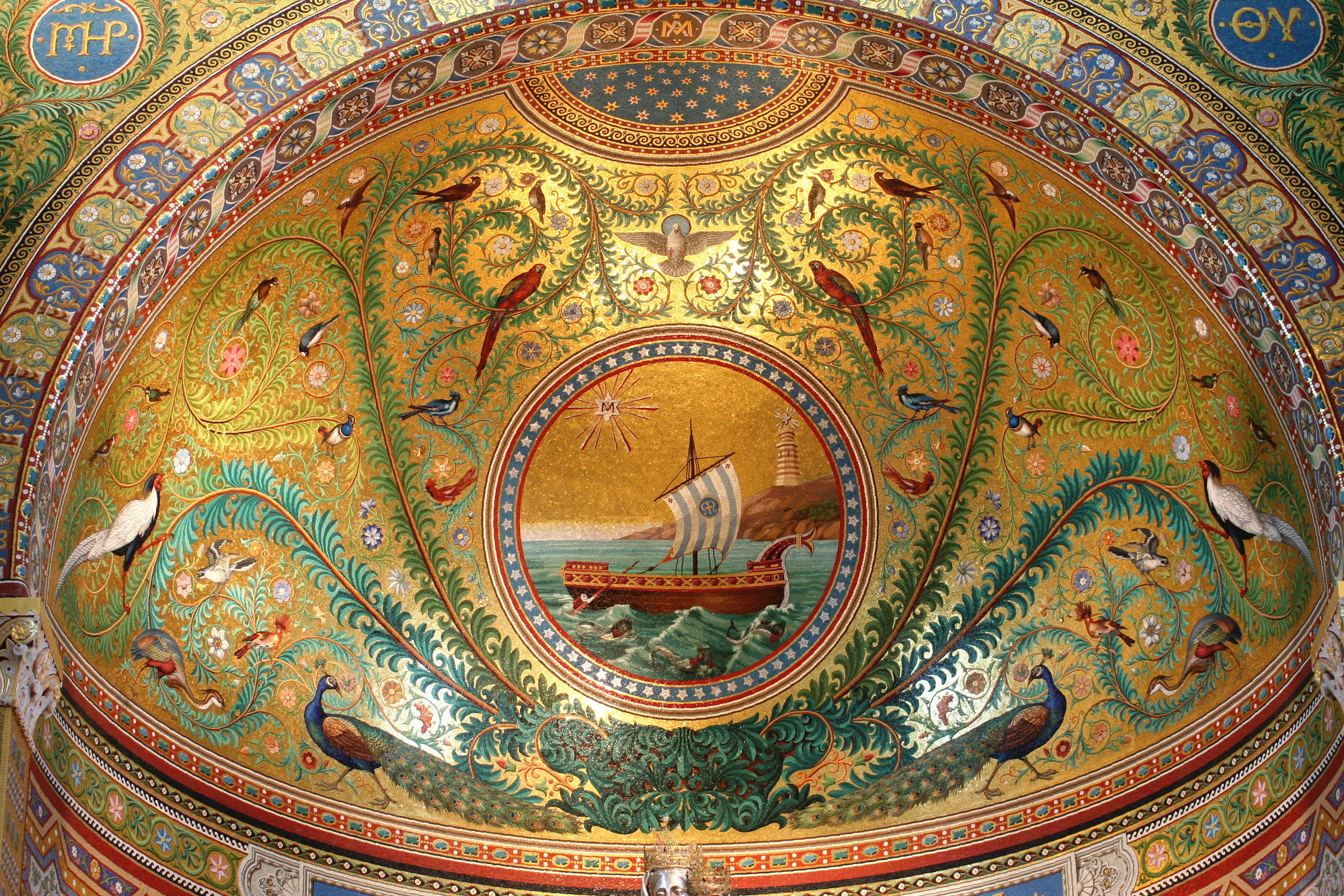
Cul-de-four de l'abside de la basilique Notre-Dame-de-la-Garde de Marseille, XIXe siècle, d'inspiration paléochrétienne et byzantine.

Galerie (Paris)
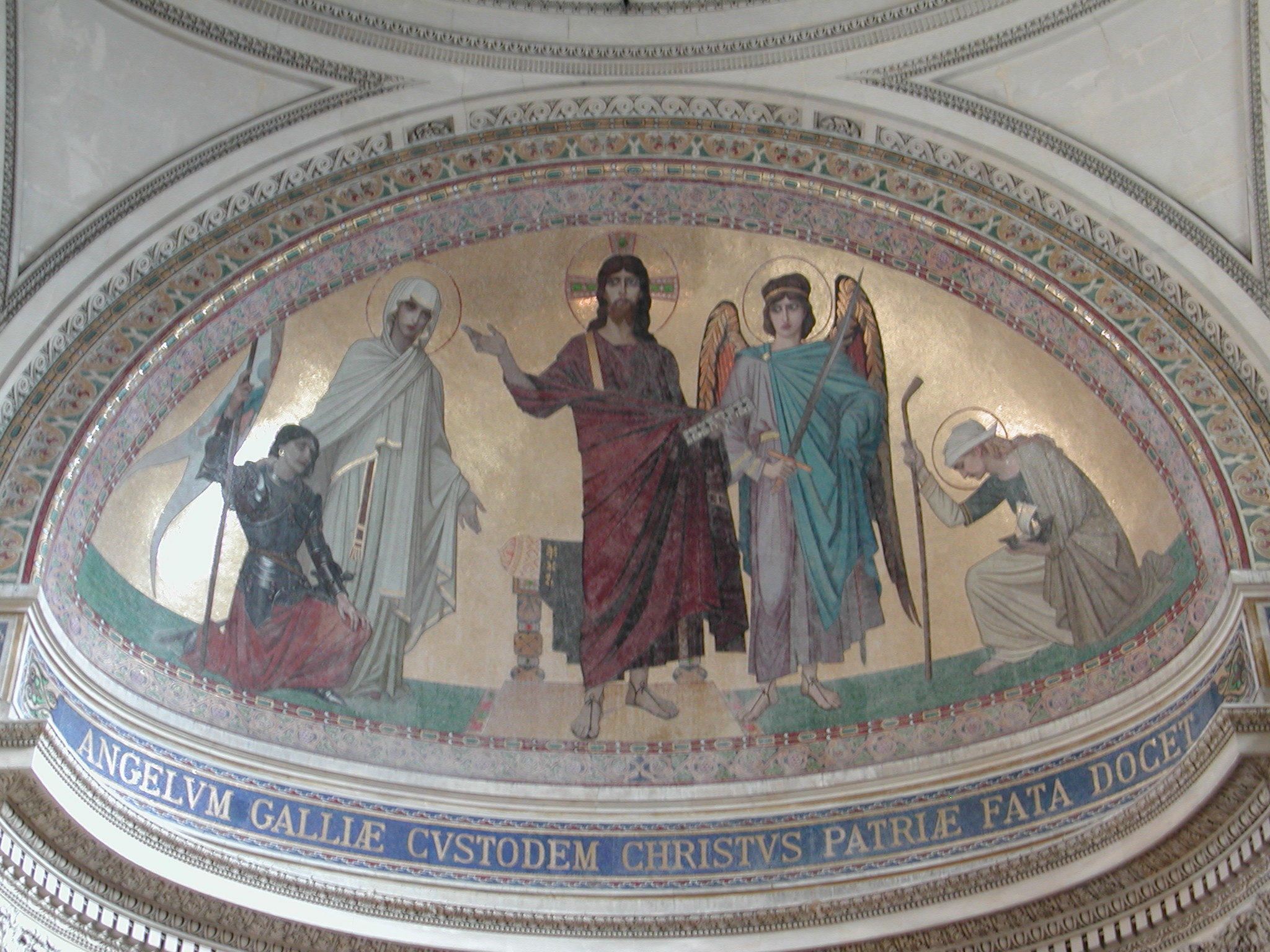
Cul-de-four de l'abside du Panthéon de Paris, représentant Le Christ enseignant à l'ange gardien de la France les destinées de la Patrie, (ANGELVM GALLIÆ CVSTODEM CHRISTVS PATRIÆ FATA DOCET) (1875-1884). Dessin par Ernest Hébert, atelier Guilbert-Martin.
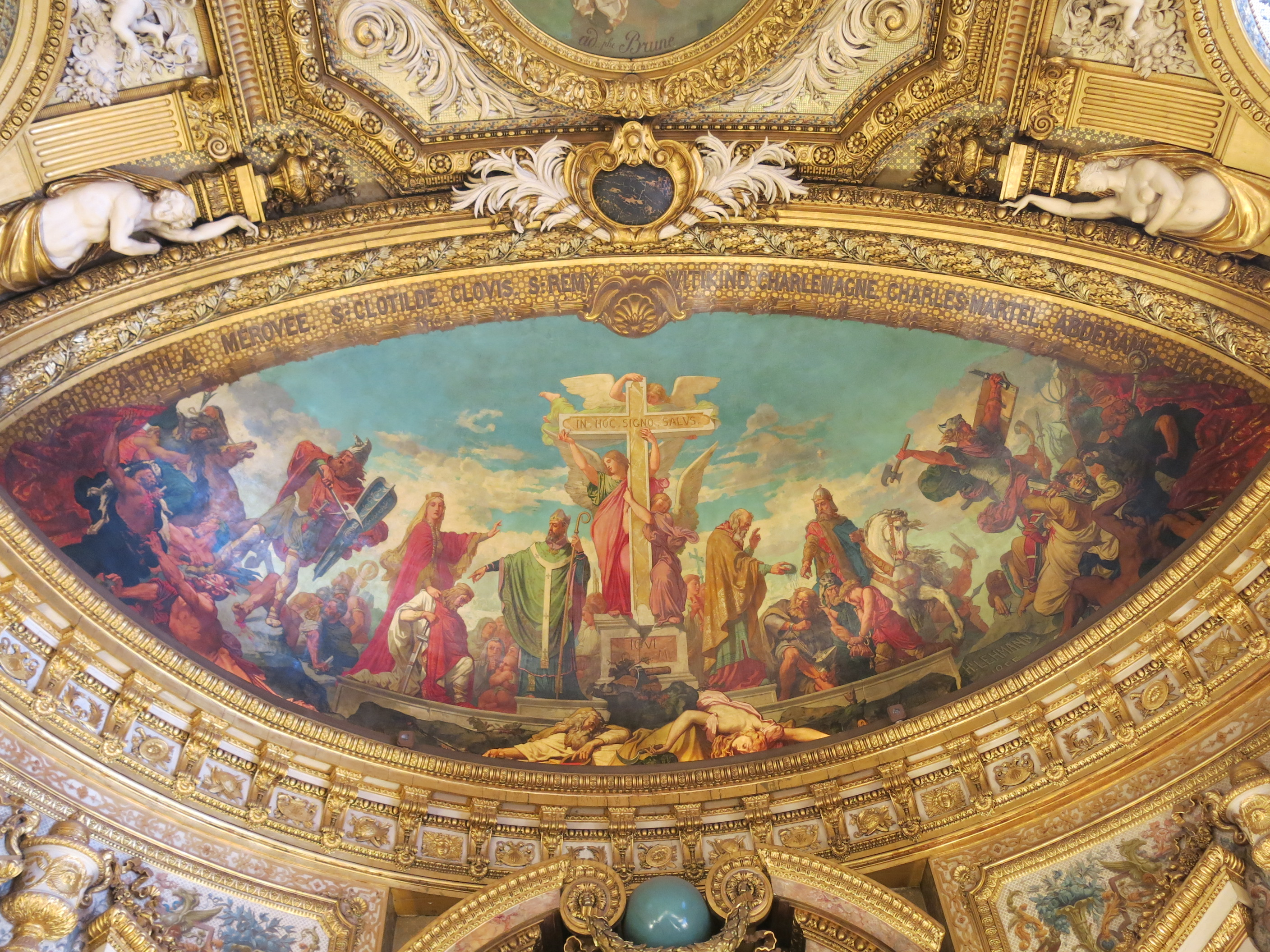
Palais du Luxembourg, à Paris, cul-de-four du plafond ouest de la salle des conférences, par Henri Lehmann (1854).
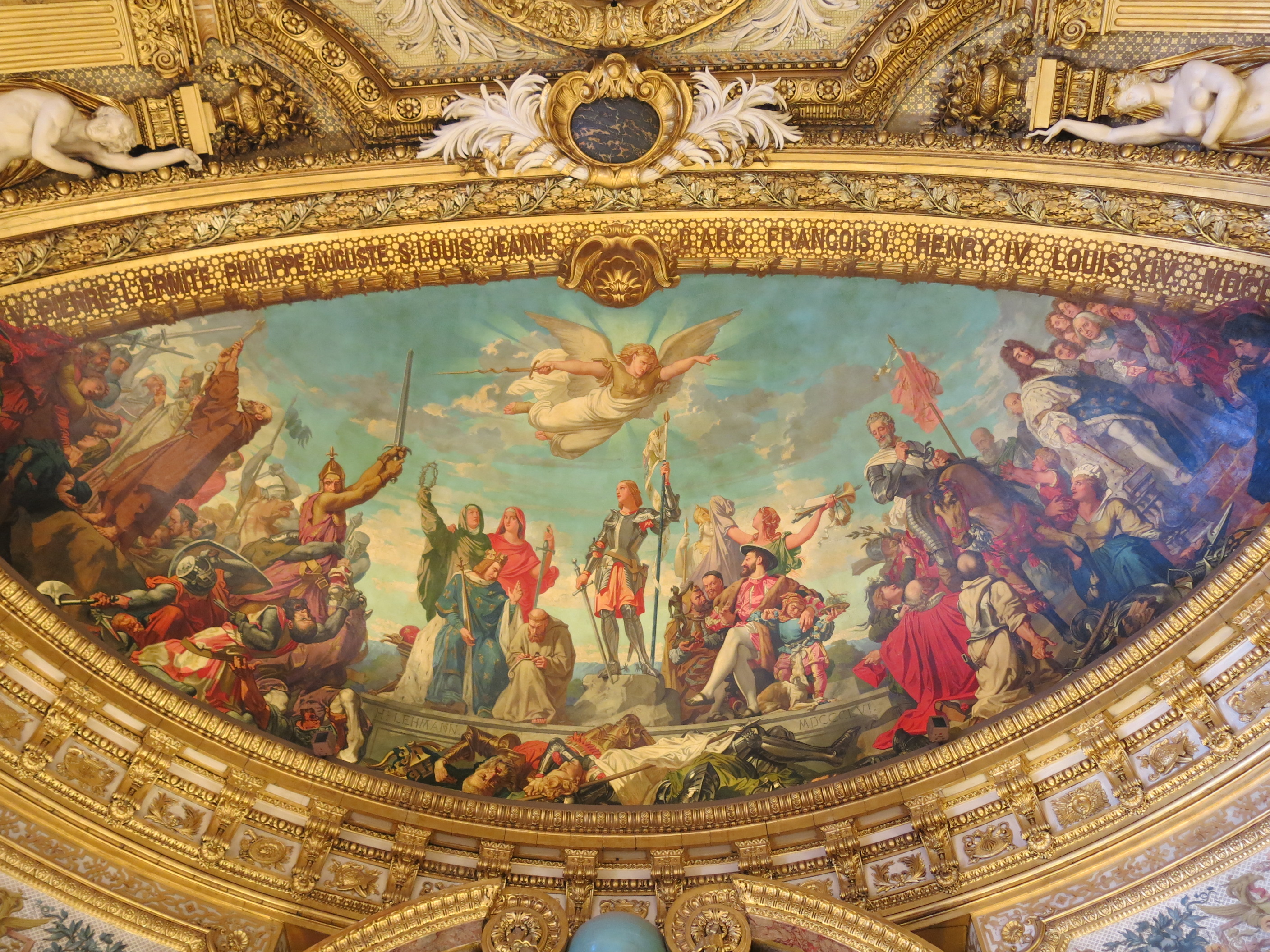
Palais du Luxembourg, cul-de-four du plafond est de la salle des conférences, par Henri Lehmann (1854).
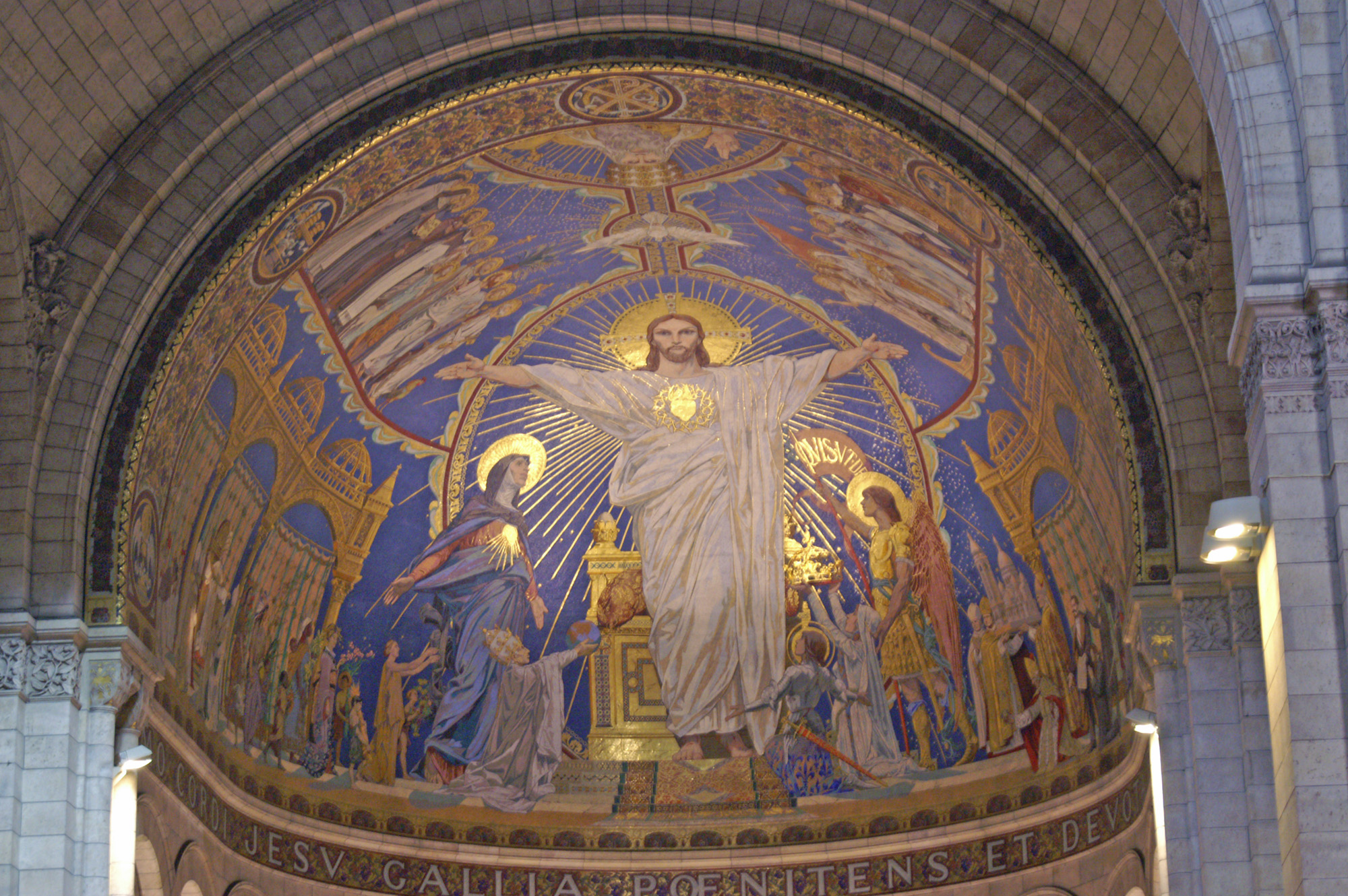
Cul-de-four de l'abside de la basilique du Sacré-Cœur de Montmartre, à Paris (1918-1922). Dessin par Luc-Olivier Merson, atelier Guilbert-Martin.

## Annexe